# Parafia Chrystusa Króla w Olsztynie
Parafia Chrystusa Króla w Olsztynie – rzymskokatolicka parafia w Olsztynie, należąca do archidiecezji warmińskiej i dekanatu Olsztyn Północ. Została utworzona 2 lutego 1978. Kościół parafialny mieści się przy ulicy Wyspiańskiego. Parafię prowadzą Bracia Mniejsi - Franciszkanie.